# Scream Street
Scream Street è una serie televisiva britannica in stop motion trasmessa dal canale CBBC nel Regno Unito. La serie è basata sull'omonima serie di libri di Tommy Donbavand. Sono stati realizzati 52 episodi.

## Trama
La serie segue le avventure di Luke Watson, un ragazzino che cerca di vivere una vita normale con i suoi genitori. Dopo essere stato trasformato in lupo mannaro, Luke e i suoi genitori vengono mandati a vivere a Scream Street, una città abitata da mostri. Luke farà presto amicizia con altri due giovani residenti di Scream Street, il vampiro Resus Negative e la mummia Cleo Farr.

## Episodi
| Stagione       | Episodi | Prima TV  |
| -------------- | ------- | --------- |
| Stagione unica | 52      | 2015-2017 |

## Riconoscimenti
- 2016 - British Animation Awards
  - Candidato al British Animation Award per la miglior serie per bambini